# 디스크 압축
디스크 압축은 파티션 내부의 데이터를 압축하여 하드 디스크의 파티션 크기를 가상적으로 늘려주는 소프트웨어이다. 파일 압축과 다르게 사용자는 소프트웨어 사용법에 대한 지식이 필요 없으며, 오직 자동적으로 압축이 이루어진다.

## 원리
압축된 파티션은 파티션 내부에 하나의 압축된 볼륨 파일(compressed volume file)을 두어, 그 내부에 파티션의 모든 정보를 저장하게 된다. 사용자는 압축된 볼륨 파일을 볼 수 없으며, 일반적인 파티션처럼 내부 내용만 볼 수 있다. 파티션 내부의 데이터를 읽고 쓸 때에는 실시간으로 압축 및 압축해제를 하여 사용자가 일반적인 파티션과 동일한 방법으로 사용할 수 있게 해준다.

## 지원하는 소프트웨어
디스크 압축을 지원하는 대표적인 소프트웨어로 스택 일렉트로닉스사의 스태커와 마이크로소프트의 더블스페이스가 있다. 윈도95플러스 및 윈도98에 포함된 더블스페이스3의 경우 하드디스크의 공간을 1.5배 정도 더 쓸 수 있게 만들어 주었다. 그러나 FAT32와 NTFS 파티션을 위의 소프트웨어가 지원하지 않게 됨으로써 디스크 압축 전용 소프트웨어는 사라지게 되었다.

## NTFS의 디스크 압축
NTFS 파티션은 내부적으로 압축 기능을 지원하지만, 압축 효율은 더블스페이스에 비해 현저히 떨어지므로, 실제로는 거의 사용되지 않고 있다.

## 같이 보기
- 더블스페이스